# Eremobelba indica
Eremobelba indica är en kvalsterart som beskrevs av Soumyendra Nath Ghosh och Bhaduri 1978. Eremobelba indica ingår i släktet Eremobelba och familjen Eremobelbidae. Inga underarter finns listade i Catalogue of Life.